# Quá tải dân số

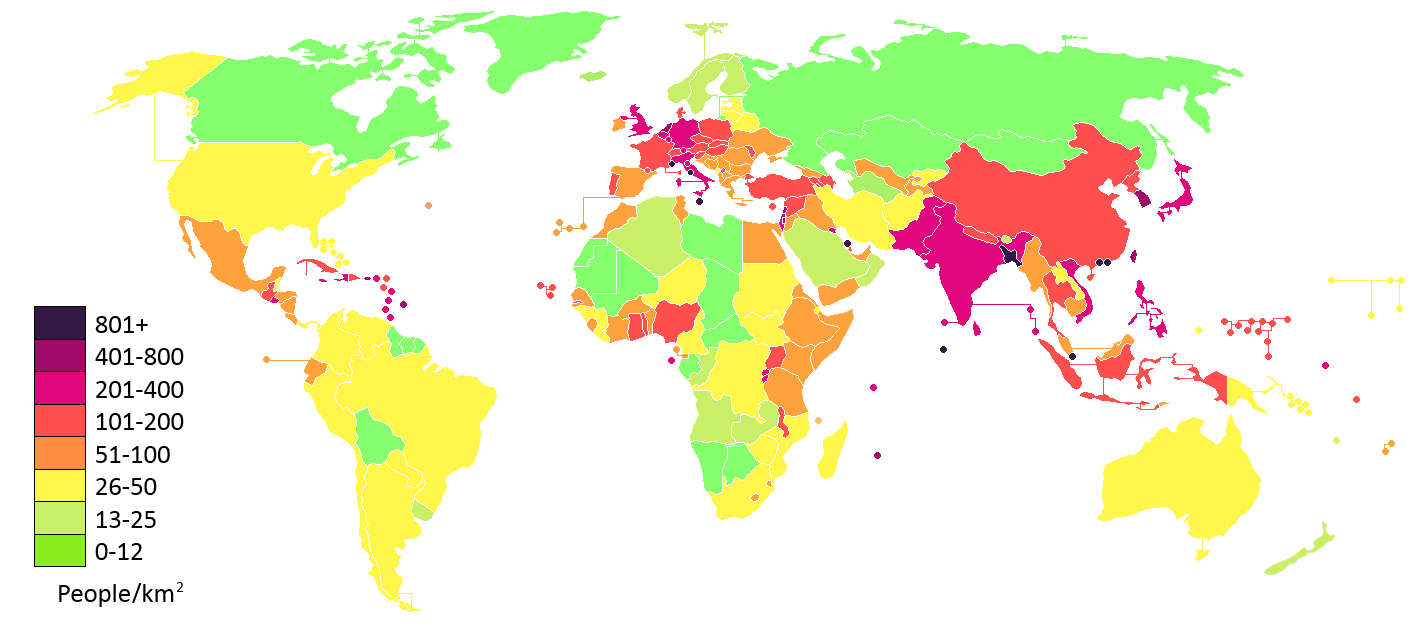
Bản đồ các quốc gia theo mật độ dân số, trên kilômét vuông. (Xem Danh sách quốc gia theo mật độ dân số.)

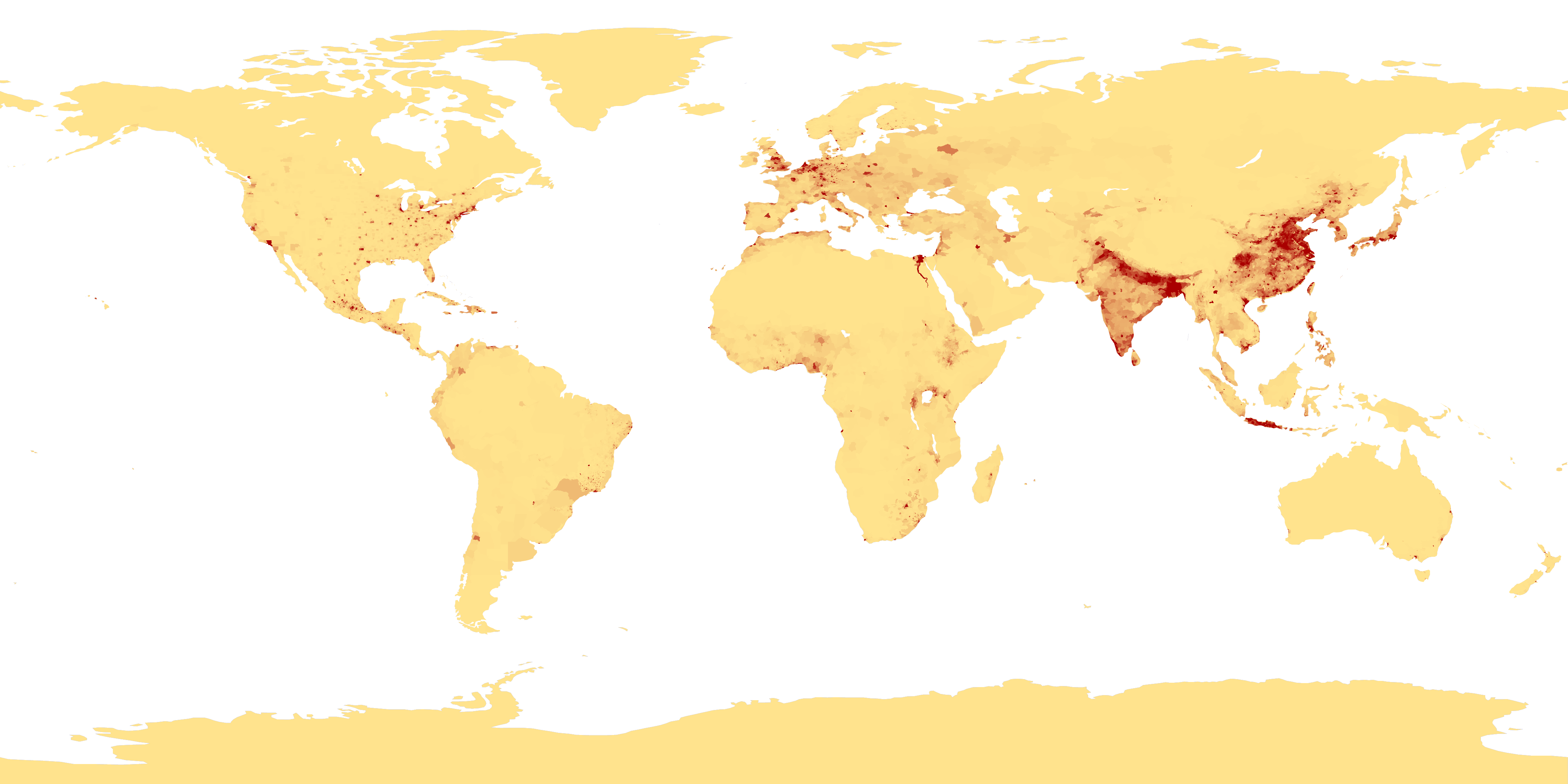
Các vùng có mật độ dân số cao, tính toán năm 1994.

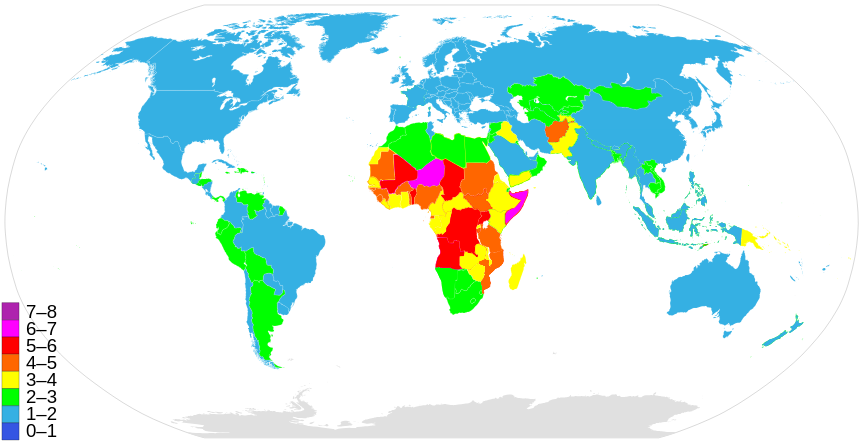
Bản đồ các quốc gia và vùng lãnh thổ theo tỷ suất sinh (Xem Danh sách các quốc gia và vùng lãnh thổ theo tỷ suất sinh.)

Quá tải dân số  hay nạn nhân mãn, bùng nổ dân số là một trạng thái thống kê theo đó số lượng của một sinh vật vượt quá khả năng chống đỡ của môi trường sống của nó. Theo cách nói thông thường, thuật ngữ thường chỉ mối quan hệ giữa số lượng con người và môi trường, Trái Đất.
Quá tải dân số không chỉ phụ thuộc ở kích cỡ hay mật độ dân số, mà vào tỷ lệ của dân số với các nguồn tài nguyên có thể duy trì, vào các biện pháp sử dụng tài nguyên và sự phân bố do số lượng dân đó sử dụng. Nếu cho một môi trường có 10 người, nhưng chỉ có đủ nước và thức ăn cho 9, khi ấy trong một hệ kín nơi không có quan hệ thương mại, môi trường đó là quá tải dân số; nếu dân số là 100 nhưng có đủ thức ăn, chỗ ở và nước cho 200 người cho tương lai không giới hạn, thì khi đó không phải là quá tải dân số. Quá tải dân số có thể xuất hiện từ sự gia tăng sinh sản, một sự suy giảm tỷ lệ tử vì phát triển y tế, từ sự gia tăng nhập cư, hay từ một quần xã sinh vật không thể duy trì và sự cạn kiệt tài nguyên. Các khu vực dân cư rất rải rác cũng có thể gặp nạn nhân mãn, khi khu vực đó có thể có khả năng thấp hay không có khả năng duy trì cuộc sống loài người (ví dụ vùng trung tâm Sa mạc Sahara hay Nam Cực).
Các nguồn tài nguyên được xem xét khi đánh giá liệu một hệ sinh thái có là quá tải dân số hay không gồm nước sạch, không khí, thức ăn, nơi ở, trạng thái ấm và các nguồn tài nguyên khác cần thiết để duy trì sự sống. Nếu chất lượng cuộc sống con người được xem xét, có thể cân nhắc cả những nguồn tài nguyên khác như chăm sóc y tế, giáo dục, xử lý nước thải và rác thải thích hợp. Các địa điểm quá tải dân số gây áp lực trên các nguồn tài nguyên duy trì sự sống, dẫn tới sự giảm sút chất lượng cuộc sống.
Steve Jones, lãnh đạo khoa sinh vật học tại Đại học Luân Đôn, đã nói, "Con người đang đông gấp 10.000 lần theo con số đáng lẽ phải có, theo các quy luật của vương quốc sinh vật, và may mắn là chúng ta có nông nghiệp. Không có nông nghiệp, dân số thế giới có lẽ hiện chỉ chưa tới nửa triệu người." 
Một số quốc gia đã tìm cách làm gia tăng khả năng chống đỡ của mình bằng cách sử dụng các kỹ thuật như nông nghiệp, khử muối, và hạt nhân hiện đại.

## Tăng trưởng dân số

### Lịch sử
Để thể hiện rõ hơn chủ đề quá tải dân số, có thể là có ích khi xem xét dân số thế giới hiện nay trong bối cảnh dân số loài người từ buổi đầu văn minh tới hiện tại. Văn minh bắt đầu từ khoảng 10,000 năm trước, trùng với:
- sự rút lui cuối cùng của băng hà sau sự kết thúc của giai đoạn băng hà gần nhất và
- sự khởi đầu của "Cách mạng Đồ đá mới" khi có một sự thay đổi trong hoạt động của con người từ "săn bắn hái lượm" về phía hoạt động nông nghiệp ban sơ.
- Ở buổi đầu nông nghiệp, khoảng năm 8,000 trước Công Nguyên, dân số thế giới xấp xỉ 5 triệu người[4].
- Sự thay đổi nhỏ về dân số trong hàng nghìn năm chấm dứt vào khoảng năm 1,000 trước Công Nguyên.
- Tăng trưởng vững chắc bắt đầu vào khoảng năm 1,000 trước công nguyên sau đó là ổn định (hay có thể tăng đỉnh) khoảng năm 0., với 200 tới 300 triệu người.
- Khuynh hướng cho 800 - 900 năm tiếp theo từ khoảng năm 800 của Công Nguyên trở về sau là tăng chậm nhưng ổn định, dù có sự ngắt quãng bởi các bệnh dịch (đáng kể nhất là Tử thần Đen ở thế kỷ XIV).
- Tăng trưởng nhanh hơn từ khởi đầu cuộc Cách mạng Công nghiệp khoảng năm 1700. Ước tính khoảng 1 tỷ người năm 1804.
- Hơn 6.7 tỷ[5] Dân số thế giới tăng gấp 3 lần vào năm 2009 so với xấp xỉ 2.3 tỷ hay ít hơn[6] năm 1939, dù có thiệt hại nhân mạng trong Thế Chiến II (một ước tính ở mức cao khoảng 72 triệu người).
- Tăng mạnh từ khoảng năm 1950 trùng với sự tăng vọt trong sản xuất thực phẩm nhờ việc công nghiệp hoá nông nghiệp (được gọi là cuộc Cách mạng Xanh). Dự báo dân số tiếp tục tăng đến 8.9 tỷ người, 9.2 billion, hay 9.5 tỷ hay thậm chí 11 tỷ Lưu trữ ngày 11 tháng 5 năm 2011 tại Wayback Machine năm 2050.

Rõ ràng, các biểu đồ trên cho thấy một sự phát triển nghiêng âm bất thường. Trong trường hợp này nó có nghĩa sau nhiều nghìn năm ít thay đổi về dân số, lần đầu tiên trong lịch sử loài người, đã có một giai đoạn tăng dân số nhanh liên tục ở mức độ đặc biệt cao và chưa từng có.

### Tương lai sau 30 năm nữa
Các báo cáo của Liên hiệp quốc, như World Population Prospects viết:
- Dân số thế giới hiện tăng xấp xỉ 74 triệu người mỗi năm. Nếu tỷ suất sinh hiện nay tiếp diễn, năm 2050 tổng dân số thế giới sẽ là 11 tỷ người, với 169 triệu người tăng thêm mỗi năm. Tuy nhiên, tỷ suất sinh đã giảm trong nhiều thập kỷ, và các con số cập nhật của Liên hiệp quốc dự đoán dân số thế giới sẽ đạt 9.2 tỷ người khoảng năm 2050.[7][8] Đây là con số trung bình với giả thiết mức giảm tỷ suất sinh từ 2.5 xuống còn 2.
- Hầu như tất cả số tăng đều diễn ra tại các vùng kém phát triển, con số 5.3 tỷ người hiện đang sống tại các nước kém phát triển sẽ tăng thành 6,8 tỷ năm 2050. Trái lại, dân số tại những vùng phát triển hơn hầu như sẽ không thay đổi, ở mức 1.2 tỷ. Dân số thế giới dự đoán sẽ tăng 40% lên 9.1 tỷ người. Ngoại trừ dân số Mỹ dự đoán sẽ tăng 44% từ 305 triệu năm 2008 lên 439 năm 2050.[9]
- Giai đoạn 2000-2005, tỷ suất sinh trung bình của thế giới là 2.65 trẻ em trên mỗi phụ nữ, khoảng bằng nửa mức giai đoạn 1950-1955 (5 trẻ em trên mỗi phụ nữ). Ở mức trung bình, tỷ suất sinh của thế giới dự đoán sẽ giảm hơn nữa xuống 2.05 trẻ em trên mỗi phụ nữ.
- Trong giai đoạn 2005-2050, chín quốc gia dự đoán sẽ chiếm một nửa số tăng dân số thế giới: Ấn Độ, Pakistan, Nigeria, Cộng hoà Dân chủ Congo, Bangladesh, Uganda, Hoa Kỳ, Ethiopia, và Trung Quốc, được liệt kê theo mức độ đóng góp vào tăng trưởng dân số.
- Tuổi thọ khi sinh toàn cầu, được ước tính đã tăng từ 46 giai đoạn 1950-1955 tới 65 giai đoạn 2000-2005, và sẽ tiếp tục tăng để đạt 75 tuổi giai đoạn 2045-2050. Tại các vùng phát triển hơn, dự đoán mức tăng từ 75 tuổi hiện nay lên 82 tuổi ở giữa thế kỷ. Với các quốc gia kém phát triển, nơi tuổi thọ hiện tại chỉ dưới 50, tuổi thọ dự báo sẽ tăng lên 66 tuổi trong giai đoạn 2045-2050.
- Dân số của 51 quốc gia hay khu vực, gồm Đức, Italia, Nhật Bản và hầu hết các quốc gia kế tục của Liên Xô cũ, dự đoán vào năm 2050 sẽ thấp hơn mức năm 2005.
- Trong giai đoạn 2005-2050, con số người di cư thực trên thế giới tới các vùng phát triển hơn dự đoán là 98 triệu người. Vì mức tử dự đoán sẽ cao hơn mức sinh tại các vùng phát triển ở mức 73 triệu người trong giai đoạn 2005-2050, gia tăng dân số tại các vùng này sẽ chủ yếu bởi di cư.
- Năm 2000-2005, con số nhập cư thực tại 28 quốc gia hoặc đã giúp ngăn chặn suy giảm dân số hoặc ít nhất đã giúp tăng dân số tự nhiên (sinh trừ tử). Các quốc gia này gồm, Áo, Canada, Croatia, Đan Mạch, Đức, Italia, Bồ Đào Nha, Qatar, Singapore, Tây Ban Nha, Thuỵ Điển, Các tiểu Vương quốc Ả Rập thống nhất và Anh Quốc.[10]
- Các tỷ lệ sinh hiện đang giảm ở mức độ thấp tại các nước đang phát triển, trong khi dân số thực tại nhiều nước phát triển sẽ giảm nếu không có nhập cư.[11]
- Tới năm 2050 (số trung bình), Ấn Độ sẽ có 1.7 tỷ người, Trung Quốc 1.4 tỷ, Hoa Kỳ 400 triệu, Indonesia 297 triệu, Pakistan 292 triệu, Nigeria 289 triệu, Bangladesh 254 triệu, Brasil 254 triệu, Cộng hoà Dân chủ Congo 187 triệu, Ethiopia 183 triệu, Philippines 141 triệu, México 132 triệu, Ai Cập 121 triệu, Vietnam 120 triệu, Nga 108 triệu, Nhật Bản 103 triệu, Iran 100 triệu, Thổ Nhĩ Kỳ 99 triệu, Uganda 93 triệu, Tanzania 85 triệu, và Kenya 85 triệu.

2050
- châu Phi - 1.9 tỷ
- châu Á - 5.2 tỷ
- châu Âu - 664 triệu
- Mỹ La tinh & Caribbean - 769 triệu
- Bắc Mỹ - 445 triệu[12]

### Di chuyển nhân khẩu

Các dự báo dân số thế giới của Liên hiệp quốc theo địa điểm.

Lý thuyết chuyển đổi dân số, tuy chưa được chứng minh để áp dụng cho tất cả các vùng trên thế giới, cho rằng, khi tiêu chuẩn sống và tuổi thọ tăng, kích thước gia đình và tỷ suất sinh giảm. Các yếu tố được chỉ ra gồm các yếu tố xã hội như tuổi kết hôn, sự gia tăng mong ước của nhiều phụ nữ về nghề nghiệp bên ngoài việc nuôi dạy con và công việc gia đình, và sự giảm nhu cầu trẻ em trong môi trường công nghiệp hoá. Yếu tố sau cùng này xuất phát từ thực tế rằng trẻ em đảm đương khá nhiều công việc trong các xã hội nông nghiệp ở tầm mức nhỏ, và làm việc ít hơn trong những xã hội công nghiệp; điều này đã được nêu ra để giải thích sự sụt giảm tỷ suất sinh tại các vùng công nghiệp.
Một phiên bản khác của chuyển đổi dân số là của Virginia Abernethy trong Chính trị dân số, khi bà cho rằng chuyển đổi dân số diễn ra chủ yếu tại các quốc gia nơi phụ nữ có một vị trí đặc biệt (xem Lý thuyết cơ hội sinh sản). Tại các quốc gia theo phụ hệ mạnh, nơi bà cho rằng phụ nữ ít có các quyền đặc biệt, tiêu chuẩn sống cao thường đi cùng tăng trưởng dân số.
Nhiều quốc gia có tỷ lệ tăng trưởng dân số cao nhưng có tỷ suất sinh thấp bởi sự tăng trưởng dân số cao trong quá khứ khiến tuổi nhân khẩu thường thấp, vì thế dân số vẫn tăng khi thế hệ trẻ đến tuổi sinh sản.
"Bẫy nhân khẩu" là một ý tưởng do Maurice King đề xuất, ông cho rằng hiện tượng này xảy ra khi một quốc gia có dân số lớn hơn khả năng chống đỡ của nó, không có khả năng di cư, và xuất khẩu quá ít để có thể nhập khẩu lương thực. Điều này sẽ gây ra nạn đói. Ông lấy ví dụ nhiều quốc gia hạ Sahara nơi đang ở trong hoặc sẽ rơi vào bẫy nhân khẩu, thay vì có một sự chuyển đổi dân số.
Với toàn thế giới, số lượng trẻ em được sinh ra trên mỗi phụ nữ đã giảm từ 5.02 xuống 2.65 trong giai đoạn 1950 và 2005. Bảng chi tiết theo lục địa như sau:
- Châu Âu 2.66 xuống 1.41
- Bắc Mỹ 3.47 xuống 1.99
- Châu Đại Dương 3.87 xuống 2.30
- Trung Mỹ 6.38 xuống 2.66
- Nam Mỹ 5.75 xuống 2.51
- Châu Á (ngoại trừ Trung Đông) 5.85 xuống 2.43
- Trung Đông & Bắc Phi 6.99 xuống 3.37
- Châu Phi hạ Sahara 6.7 xuống 5.53

Năm 2050, con số trẻ em dự đoán sẽ được sinh ra trên mỗi phụ nữ là 2.05. Chỉ Trung Đông & Bắc Phi (2.09) và châu Phi hạ Sahara (2.61) khi ấy sẽ có mức sinh lớn hơn 2.05.

## Khả năng chống đỡ
Các ước tính khoa học về khả năng chống đỡ của Trái Đất trong khoảng một tới hai tỷ người, tuỳ theo các giá trị được sử dụng khi tính toán.
Trong một nghiên cứu với tiêu đề Thực phẩm, Đất đai, Dân số và Kinh tế Hoa Kỳ, David Pimentel, giáo sư sinh thái và nông nghiệp tại Đại học Cornell, và Mario Giampietro, nhà nghiên cứu cao cấp tại Viện nghiên cứu Quốc gia về Thực phẩm và Dinh dưỡng Hoa Kỳ (INRAN), ước tính con số tối đa của dân số Hoa Kỳ cho một nền kinh tế bền vững ở mức 200 triệu người. Để có được một nền kinh tế bền vững và tránh thảm hoạ, Hoa Kỳ ít nhất phải giảm một phần ba dân số, và dân số thế giới sẽ phải giảm đi hai phần ba, theo nghiên cứu này.
Steve Jones, lãnh đạo khoa sinh vật học tại Đại học Luân Đôn, đã nói, "Con người đông gấp 10,000 lần con số đáng ra phải có, theo các quy luật của vương quốc sinh vật, và chúng ta phải cảm ơn vì có nông nghiệp. Không có nông nghiệp, dân số thế giới có thể chỉ đạt mức nửa triệu ở thời điểm hiện tại." 
Một số nhóm (ví dụ, Quỹ Thiên nhiên Hoang dã Thế giới và Global Footprint Network) đã cho rằng khả năng chống đỡ cho dân số loài người đã bị vượt quá khi được tính theo ecological footprint. Năm 2006, báo cáo "Living Planet" của WWF cho rằng để toàn bộ con người được sống sung túc (theo các tiêu chuẩn châu Âu), chúng ta phải sử dụng nhiều hơn ba lần con số Trái Đất có thể cung cấp.
Nhưng sự chỉ trích đặt nghi vấn về sự đơn giản và các phương pháp thống kê được sử dụng khi tính toán ecological footprints. Một số người chỉ ra rằng một phương pháp chính sác hơn để ước tính ecological footprint là để định rõ sự bền vững trước các yếu tố không bền vững của tiêu thụ.

## Các nguồn tài nguyên
David Pimentel, Giáo sư danh sự tại Đại học Cornell, đã nói rằng "với sự phát triển không cân xứng giữa dân số và các nguồn tài nguyên tối cần thiết cho sự sống, con người cần phải bảo vệ đất canh tác, nguồn nước, năng lượng và các nguồn tài nguyên sinh thái. Cần thiết phải phát triển các nguồn tài nguyên năng lượng tái tạo. Con người ở bất kỳ đâu phải hiểu rằng tăng trưởng dân số nhanh chóng đe doạ các nguồn tài nguyên của Trái Đất và làm suy giảm chất lượng cuộc sống."
Những điều này cũng được phản ánh trong tài liệu của hội Nghiên cứu Địa chất Hoa Kỳ Tương lai hành tinh Trái Đất: Các thách thức khoa học trong các thế kỷ tới. "Khi dân số thế giới tiếp tục tăng...con người ngày càng có nhu cầu nhiều hơn với các nguồn tài nguyên của hành tinh chúng ta, gồm khoáng chất và các nguồn năng lượng, không gian mở, nước, và các nguồn tài nguyên động thực vật." "Sự giàu có về thiên nhiên của Trái Đất: một bản kiểm toán" của tạp chí New Scientist nói rằng nhiều khoáng chất mà chúng ta sử dụng cho nhiều sản phẩm hiện đang gặp nguy hiểm hay sẽ cạn kiệt trong tương lai gần. "[no close quote follows.] Một số nhà địa chất trên thế giới đã tính toán chi phí cho các công nghệ mới về các khoáng chất họ sử dụng và việc áp dụng chúng cho khu vực kém phát triển. Tất cả đều đồng ý rằng dân số bùng nổ của thế giới và tiêu chuẩn sống gia tăng đang đặt ra những nhu cầu chưa từng có trên các khoáng chất mà Trái Đất có thể đáp ứng. Các giới hạn về khả năng khai thác các khoáng chất có thể có nghĩa rằng kỹ thuật cũng không có giá trị gì ở thời hạn dài.... "Các mỏ kim loại còn chưa được khai thác dường như không đủ để duy trì chất lượng cuộc sống của 'thế giới phát triển' hiện đại cho mọi công dân Trái Đất theo kỹ thuật hiện nay".
Mặt khác, một số tác giả, như Julian Simon và Bjorn Lomborg tin rằng các nguồn tài nguyên tồn tại dù cho dân số có tăng trưởng nữa. Tuy nhiên, những lời chỉ trích đã xuất hiện, điều này sẽ có một giá đắt cho Trái Đất: "những người tin vào kỹ thuật có lẽ đúng khi cho rằng tổng sản xuất lương thực thế giới sẽ tăng ổn định trong vài thập kỷ nữa...[tuy nhiên] cái giá về môi trường của cái mà Paul R. và Anne H. Ehrlich miêu tả như việc 'biến Trái Đất thành một nơi cung cấp lương thực vĩ đại cho loài người có thể rất khó khăn. Một sự mở rộng mạnh của nông nghiệp để cung cấp đủ lương thực cho dân số gia tăng của thế giới có lẽ sẽ dẫn tới sự phá rừng, tuyệt chủng các giống loài, xói mòn đất, và ô nhiễm hơn nữa từ các loại thuốc trừ sâu, phân bón khi nông nghiệp mở rộng và những vùng đất mới được đưa vào sản xuất." Bởi chúng ta hoàn toàn phụ thuộc vào các hệ thống sinh vật trên Trái Đất, các nhà khoa học đã đặt câu hỏi về ý định mở rộng thêm nữa.
Theo Đánh giá các Hệ sinh thái Thiên niên kỷ, một nỗ lực nghiên cứu trong bốn năm của 1,360 nhà khoa học hàng đầu của thế giới nhằm tính toán giá trị hiện tại của các nguồn tài nguyên dành cho con người của thế giới, "Cơ cấu các hệ sinh thái thế giới đã thay đổi nhanh hơn trong nửa sau thế kỷ hai mươi hơn bất kỳ một thời điểm nào từng được ghi lại trong lịch sử loài người, và rõ ràng mọi hệ sinh thái Trái Đất hiện đã bị biến đổi mạnh bởi các hoạt động của con người." "Các hoạt động của hệ sinh thái, đặc biệt là cung cấp thực phẩm, gỗ và cá, là rất quan trọng trong hoạt động kinh tế và việc làm của con người. Việc sử dụng quá mức các hệ sinh thái thường tạo ra ưu điểm trong ngắn hạn, nhưng việc sử dụng quá mức và không bền vững có thể dẫn tới những thiệt hại trong dài hạn. Một quốc gia có thể đốn rừng và tận diệt nguồn thủy sản, và điều này sẽ dẫn tới tăng GDP, dù có sự mất mát về tài sản. Nếu tổng giá trị kinh tế của các hệ sinh thái được tính đến trong việc hoạch định chính sách, sự tàn phá đối với chúng sẽ giảm đi rất nhiều hay thậm chí được đảo ngược." The MA blames habitat loss and fragmentation for the continuing disappearance of species.
Một nghiên cứu khác của Chương trình Môi trường Liên hiệp quốc (UNEP) gọi là Global Environment Outlook  Lưu trữ ngày 7 tháng 7 năm 2009 tại Portuguese Web Archive với sự tham gia của 1,400 nhà khoa học và 5 năm chuẩn bị cũng đi đến những kết luận tương tự. Nếu "thấy rằng sự tiêu thụ của con người đã vượt quá các nguồn tài nguyên có thể sử dụng. Mỗi con người trên Trái Đất hiện cần diện tích đất rộng gấp ba lần diện tích Trái Đất có thể cung cấp để có đủ cho nhu cầu của mình. "Nghiên cứu chê trách sự thất bại để "đáp ứng hay nhận biết mức độ các nguy cơ mà con người và môi trường của hành tinh đang phải đối mặt... 'Sự tàn phá có hệ thống các nguồn tài nguyên tự nhiên và dựa trên tự nhiên của Trái Đất đã đạt tới mức khả năng tồn tại kinh tế của các nền kinh tế bị đe doạ - và vấn đề này sẽ được trao lại cho con cháu chúng ta với khả năng chúng không thể giải quyết'... Các tác giả bản báo cáo nói rằng mục tiêu của nó là 'không phải đưa ra một viễn cảnh tối tăm và ảm đạm, mà để đưa ra một lời kêu gọi khẩn thiết cho hành động'. Nó cảnh bảo rằng việc bàn bạc các vấn đề có thể ảnh hưởng tới quyền lợi của các nhóm kinh tế mạnh, và rằng môi trường phải là vấn đề quan trọng nhất trong việc quyết định chính sách... '
Ngoài ra, các vấn đề khác liên quan tới chất lượng cuộc sống - liệu đa số người muốn sống trong một thế giới với hàng tỷ người thêm nữa - và quyền căn bản của các giống loài khác là được tồn tại trong các môi trường của chúng cũng cần được tính đến.
Dù mọi nguồn tài nguyên, cả khoáng chất hay khác, là có giới hạn trên hành tinh của chúng ta, có một mức độ tự sửa chữa khi một sự khan hiếm hay nhu cầu cao với một loại riêng biệt nào đó xảy ra. Ví dụ năm 1990 nguồn dự trữ được biết của nhiều tài nguyên thiên nhiên ở mức cao hơn, và giá của chúng thấp hơn, ở năm 1970, dù có nhu cầu và mức tiêu thụ lớn hơn. Khi một cơn biến động giá diễn ra thị trường thường tự sửa chữa nó hoặc bằng cách thay thế bằng một nguồn tài nguyên tương tự hoặc thay đổi bằng một công nghệ mới.

### Nước sạch
Các nguồn cung nước sạch, tối quan trọng cho nông nghiệp, đang giảm đi trên toàn thế giới. Cuộc khủng hoảng nước này hiện đang được dự báo sẽ trầm trọng thêm khi dân số tăng lên. Lester R. Brown thuộc Viện Chính sách Thế giới cho rằng sự giảm sút các nguồn nước sạch sẽ gây hậu quả nghiêm trọng cho nông nghiệp trong tương lai.
Có thể lấy nước sạch từ nước biển bằng cách khử muối. Ví dụ, Malta lấy hai phần ba nước sạch cho nhu cầu của mình bằng khử muối. Một số nhà máy khử mối bằng năng lượng hạt nhân đã được xây dựng, và một số người cho rằng có đủ nhiên liệu hạt nhân cho hàng tỷ năm nữa. Nhưng chi phí cao của quá trình khử muối, đặc biệt với các nước kém phát triển, khiến việc chuyển lượng lớn nước biển đã khử muối vào trong nội địa trở nên bất khả thi với các nước lớn. Tuy nhiên, khi khử muối cho 1,000 gallons nước có thể mất $3, dung tích nước đóng chai tương tự có giá đến $7,945.
Một nghiên cứu tìm ra rằng "cần phải đưa nước lên cao 2000 m, hay vận chuyển nó hơn 1600 km để có chi phí vận chuyển tương tự như việc khử muối. Nước đã khử muối rất đắt tại những nơi vừa xa biển vừa ở trên cao, như Riyadh và Harare. Tại những nơi khác, chi phí chủ yếu là việc khử muối chứ không phải vận chuyển. Điều này giúp giảm chi phí như tại các thành phố Bắc Kinh, Bangkok, Zaragoza, Phoenix, và, tất nhiên, các thành phố ven biển như Tripoli." Vì thế tuy nghiên cứu nói chung là khả quan về công nghệ và các địa điểm thích hợp ở gần biển, nó kết luận rằng "Nước khử muối có thể là giải pháp cho một số vùng theo nước, nhưng không phải cho các địa điểm nghèo, nằm sâu trong lục địa, hay ở độ cao lớn. Không may thay, trong số này lại có những nơi đang gặp phải vấn đề nghiêm trọng nhất."
Israel hiện đang khử muối cho nước với chi phí 53 cent mỗi mét khối, Singapore với giá 49 cent trên mét khối. Tại Hoa Kỳ, chi phí là 81 cent trên mét khối ($3.06 cho 1,000 gallons).
Một vấn đề khác của việc khử muối là "sản phẩm phụ độc hại của nước mặn là một nguyên nhân chính gây ô nhiễm biển khi bị bơm trở lại vào đại dương ở nhiệt độ cao."
Nhà máy khử muối lớn nhất thế giới nằm tại là Nhà máy Khử muối Jebel Ali (Giai đoạn 2) tại Các tiểu Vương quốc Ả Rập Thống nhất, có thể sản xuất 300 triệu mét khối nước mỗi năm, hay khoảng 2500 gallon mỗi giây. Nhà máy khử mối lớn nhất Hoa Kỳ nằm tại Vịnh Tampa, Florida, bắt đầu khử muối 25 triệu gallons (95000 m³) nước mỗi ngày từ tháng 12 năm 2007. Một bài báo ngày17 tháng 1 năm 2008 trên tờ Wall Street Journal nói rằng, "Trên thế giới, 13,080 nhà máy khử muối sản xuất ra hơn 12 tỷ gallon nước mỗi ngày, theo Hiệp hội Khử muối Quốc tế."  Sau khi được khử muối tại Jubail, Ả Rập Xê Út, nước được bơm 200 dặm vào trong đất liền thông qua đường ống tới thủ đô Riyadh.

### Lương thực
Một số người cho rằng có đủ lương thực để cung cấp cho dân số thế giới, nhưng những người khác lại tranh cãi về điều này, đặc biệt nếu tính tới sự phát triển bền vững.
Hiện hơn 100 quốc gia phải nhập khẩu bột mì và 40 nước nhập khẩu gạo. Ai Cập và Iran phải nhập khẩu 40% nhu cầu ngũ cốc của mình. Algérie, Nhật Bản, Hàn Quốc và Đài Loan nhập khẩu 70% hay hơn nữa. Yemen và Israel nhập khẩu hơn 90%. Và chỉ 6 nước - Hoa Kỳ, Canada, Pháp, Australia, Argentina và Thái Lan - cung cấp 90% lượng ngũ cốc xuất khẩu. Riêng Hoa Kỳ cung cấp hầu như một nửa lượng xuất khẩu ngũ cốc của thế giới.
Một báo cáo năm 2001 của Liên hiệp quốc nói rằng tăng trưởng dân số là "lực đẩy chính điều khiển sự gia tăng nhu cầu nông nghiệp" nhưng "đa số các đánh giá gần đây của chuyên gia đều lạc quan một cách thận trọng về khả năng sản xuất lương thực tế giới để đáp ứng nhu cầu trong một tương lai có thể đoán trước (có nghĩa rằng, cho tới khoảng năm 2030 hay 2050)", với các tỷ lệ sinh đang giảm.

#### Triển vọng toàn cầu

Tăng sản xuất lương thực đã lớn hơn tăng dân số. Thực phẩm trên người đã tăng trong giai đoạn 1961-.

Số lượng các nguồn tài nguyên thiên nhiên trong hoàn cảnh này không cần thiết phải ấn định, và sự phân bố của chúng cũng không cần phải là một zero-sum game. Ví dụ, nhờ cuộc Cách mạng xanh và thực tế rằng ngày càng có nhiều đất được chuyển từ đất hoang sang đất canh tác, sản xuất lương thực trên toàn thế giới đã tăng vững chắc cho tới tận năm 1995. Sản xuất lương thực thế giới trên đầu người năm 2005 cao hơn năm 1961.
Khi dân số thế giới tăng gấp đôi từ 3 tỷ lên 6 tỷ, tiêu thụ calorie hàng ngày ở các nước nghèo đã tăng từ 1,932 lên 2,650, và phần trăm số người suy dinh dưỡng tại các quốc gia đó đã giảm từ 45% xuống còn 18%. Điều này có nghĩa rằng sự nghèo đói ở Thế giới thứ Ba gây ra bởi sự kém phát triển, không phải sự quá tải dân số. Tuy nhiên, những người khác đã tỏ ra nghi ngờ những con số thống kê này.
Số người quá cân đã vượt quá số người suy dinh dưỡng. Trong một bản tin năm 2006, MSNBC thông báo, "Ước tính có 800 triệu người suy dinh dưỡng và hơn một tỷ người bị coi là thừa cân trên thế giới."
Tổ chức Nông Lương Liên hiệp quốc đã nói trong bản báo cáo của mình Tình trạng An ninh Lương thực trên Thế giới năm 2006, rằng tuy số người suy dinh dưỡng tại các nước đang phát triển đã giảm khoảng 3 triệu người, một tỷ lệ dân số nhỏ hơn tại các nước đang phát triển hiện nay bị suy dinh dưỡng so với thời kỳ 1990–92: 17% so với 20%. Hơn nữa, dự đoán của FAO cho rằng tỷ lệ người đói tại các nước đang phát triển sẽ giảm một nửa từ mức năm 1990-92 còn 10% năm 2015. FAO cũng cho rằng "Chúng ta phải nhấn mạnh đầu tiên và trước hết rằng giảm nạn đói không phải là một vấn đề về phương tiện trong tay cộng đồng quốc tế. Thế giới hiện giàu hơn so với nó mười năm trước. Có nhiều thực phẩm hơn và vẫn có nhiều lương thực được sản xuất ra mà không gặp áp lực về giá. Tri thức và các nguồn tài nguyên để giảm nạn đói vẫn có. Điều còn thiếu là mong muốn chính trị thực sự để tập trung các nguồn tài nguyên giải quyết vấn đề." PDF
Ở thời điểm năm 2008, giá ngũ cốc đã tăng vì nhiều khu vực đất nông nghiệp bị sử dụng sản xuất nhiên liệu sinh học, giá dầu mỏ ở mức $100 mỗi barrel, tăng trưởng dân số thế giới, thay đổi khí hậu, sự mất mát đất nông nghiệp cho phát triển công nghiệp và làm nhà ở, và sự tăng nhu cầu tiêu thụ ở Trung Quốc và Ấn Độ Các cuộc bạo loạn vì lương thựcgần đây đã diễn ra ở nhiều nước trên khắp thế giới. Một bệnh dịch xuất hiện trên lúa mì do giống Ug99 hiện đang lan tràn khắp Châu Phi và vào Châu Á gây ra mối lo ngại lớn. Một bệnh dịch gây hại rất lớn trên cây lúa mì có thể tiêu diệt hầu hết thu hoạch của loại ngũ cốc chính của thế giới, khiến hàng triệu người chết đói. Loài nấm này đã lây từ châu Phi tới Iran, và có lẽ đã xuất hiện ở Afghanistan và Pakistan.

#### Châu Phi
Tại Châu Phi, nếu các xu hướng xói mòn đất và tăng dân số hiện tại tiếp tục, lục địa này có thể chỉ cung ứng được 25% nhu cầu lương thực cho người dân của nó vào năm 2025, theo Viện các nguồn Tài nguyên Thiên nhiên có trụ sở ở Ghana của UNU.
Nạn đói và suy dinh dưỡng gây cái chết của gần 6 triệu trẻ em mỗi năm, và trong thập kỷ này con số người suy dinh dưỡng ở Châu Phi hạ Sahara cao hơn hồi thập niên 1990, theo một báo cáo do Tổ chức Nông Lương Liên hiệp quốc đưa ra. Tại châu Phi hạ Sahara, số người suy dinh dưỡng đã tăng từ 203.5 triệu năm 2000-02 từ 170.4 triệu 10 năm trước, báo cáo Tình trạng An ninh Lương thực trên Thế giới cho biết.
Theo BBC, nạn đói ở Zimbabwe có nguyên nhân vì chính phủ nắm đất canh tác. Tuy nhiên, hạn hán cũng đóng một vai trò lớn. Hạn hán tại miền Nam châu Phi hiện đe doạ 13 triệu người với nạn đói, 6 triệu người trong số đó sống tại Zimbabwe. Sự thiếu hụt lương thực hiện nay được dự báo sẽ còn nghiêm trọng hơn. Trước sự phối hợp của nạn hạn hán và chiếm đoạt đất canh tác, Zimbabwe xuất khẩu rất nhiều lương thực tới mức nước này đã được gọi là "giỏ bánh mì của miền Nam châu Phi", nên các nước khác cũng có thể bị ảnh hưởng bởi tình trạng chiếm đoạt đất đai. Những người nghiên cứu nạn đói ở Zimbabwea cho rằng các nguồn tài nguyên thiên nhiên sẵn có dư hơn nhu cầu nuôi sống người dân. Một số người cho rằng các con đập và con sông ở Zimbabwe đầy nước, và rằng nạn đói không liên quan tới hạn hán. Mặc dù chắc chắn rằng quản lý kém đã làm trầm trọng hơn tình trạng đói kém, bài báo ghi chú rằng "Bốn tuần không mưa trong giai đoạn nảy mầm tối quan trọng đã dấn tới tình trạng mất mùa [của những người nông dân]. Sẽ không có vụ mùa nào khác cho tới tận tháng 6 sau."
Trước khi Tổng thống Robert Mugabe chiếm đoạt đất canh tác ở Zimbabwe, các nông dân đã sử dụng hệ thống thủy lợi để đối phó với hạn hán, nhưng khi đã bị lấy mất đất đai, đa số các thiết bị thủy lợi đã bị cướp phá và huỷ hoại. Một bài báo năm 2006 của BBC về việc chiếm đoạt đất đai nói rằng, "Những người chỉ trích nói các cuộc cải cách đã tàn phá nền kinh tế và dẫn tới nạn đói trên diện rộng. Đa số những người da trắng sở hữu đất đai trước kia không còn sản xuất ra lương thực nữa - hoặc bởi những người được nhận đất không có kinh nghiệm canh tác hoặc họ thiếu vốn hay công cụ. Nhiều nông trang đã bị phá hoại khi những người ủng hộ chính phủ tràn vào."
So với mật độ dân số 33 người trên kilômét vuông của Zimbabwe, Israel có 302 người trên kilômét vuông. Dù Israel là một quốc gia sa mạc với hạn hán thường xuyên và mật độ dân số rất cao, nước này không gặp nạn đói. Một lý do có thể của điều này là bởi chính phủ khuyến khích nông dân sử dụng nông nghiệp và thủy lợi hiện đại để gia tăng sản lượng thu hoạch. Một lý do có thể khác là Israel là một nước nhập khẩu lương thực. Cũng cần lưu ý rằng sản lượng cao của nông nghiệp hiện đại phụ thuộc vào việc sử dụng bền vững nhiên liệu hoá thạch để sản xuất ra phân bón và thuốc trừ sâu và để sử dụng máy móc nông nghiệp.

#### Châu Á
Tại Trung Quốc, chỉ 8% trẻ em thiếu cân. Theo một bài báo năm 2004 của BBC, Trung Quốc, nước đông dân nhất thế giới, đang gặp phải tình trạng béo phì. Những dữ liệu gần đây hơn cho thấy sản lượng ngũ cốc của Trung Quốc tăng đỉnh điểm hồi giữa thập niên 1990, nhờ việc khoan nước ngầm tại đồng bằng Bắc Trung Quốc.
Gần một nửa trẻ em Ấn Độ bị suy dinh dưỡng, theo dữ liệu gần đây của chính phủ. Nhật Bản có thể cũng gặp phải khủng hoảng lương thực làm giảm chất lượng bữa ăn xuống ngang mức thập niên 1950, một cố vấn cao cấp của chính phủ nước này cho biết.

#### Châu Mỹ
Theo một bài báo năm 2007 của BBC, các nhà khoa học tại Đại học Columbia đã đưa ra giả thiết rằng trong tương lai, các thành phố có mật độ dân đông đúc như México City, Los Angeles, và New York City, là những thành phố lớn nhất ở Bắc Mỹ, có thể sử dụng canh tác theo chiều dọc để trồng cây lương thực trên các toà nhà chọc trời 30 tầng.

#### Dân số như một chức năng của khả năng tiếp cận lương thực
Các nhà tư tưởng như David Pimentel, một giáo sư từ Đại học Cornell, Virginia Abernethy, Alan Thornhill, Russell Hopffenberg và tác gia Daniel Quinn đưa ra giả thiết rằng, như mọi loài động vật khác, dân số loài người dự đoán sẽ tăng và giảm theo khả năng cung cấp lương thực của mình - dân số tăng khi có nhiều lương thực, và giảm khi thiếu thốn.
Các đề xuất của lý thuyết này cho rằng mọi thời điểm sản xuất lương thực gia tăng, dân số gia tăng. Dân số loài người trong suốt lịch sử ủng hộ lý thuyết này. Dân số thời săn bắn hái lượm tăng giảm theo số lượng lương thực có được. Dân số gia tăng sau cuộc Cách mạng Thời kỳ Đồ đá mới đi liền với sự gia tăng lương thực. Tiếp đó là sự gia tăng dân số sau các cuộc cách mạng nông nghiệp.
Những người chỉ trích ý tưởng này chỉ ra rằng các tỷ lệ sinh đang ở mức thấp nhất tại các nước phát triển, cũng là những nơi có mức độ tiếp cận lương thực lớn nhất. Trên thực tế, một số nước phát triển vừa có dân số giảm vừa có nguồn cung lương thực dồi dào. Liên hiệp quốc dự đoán các quốc gia thuộc Liên Xô cũ, sẽ có số dân năm 2050 thấp hơn năm 2005. Điều này cho thấy khi một người giới hạn tầm quan sát của mình vào một dân số sống trong một biên giới chính trị cho trước, dân số con người không phải luôn tăng cùng với khả năng cung cấp lương thực. Ngoài ra, nhiều quốc gia đó còn là nước xuất khẩu lương thực lớn.
Tuy nhiên, trên bình diện toàn cầu dân số thế giới đang gia tăng, và lượng lương thực loài người sản xuất ra cũng tăng - một mô hình đã từng đúng trong gần 10,000 năm, bởi con người phát triển lương thực. Một số quốc gia cho thấy suy giảm dân số không không ảnh hưởng tới lý thuyết. Lương thực di chuyển xuyên biên giới từ vùng nhiều tới vùng ít. Ngoài ra, lý thuyết này không đơn giản tới mức đưa ra dự đoán dựa trên một cuộc nghiên cứu riêng biệt, như các xu hướng dân số hiện nay của Đức - và tính đến các yếu tố khác: tiếp cận dịch vụ tránh thai, các tiêu chuẩn văn hoá và quan trọng nhất là thực tế kinh tế khác biệt từ quốc gia này sp vpứo quốc gia khác.

#### Hậu quả cuộc khủng hoảng nước
Khủng hoảng nước, vốn đang buộc nhiều nước nhỏ phải gia tăng nhập khẩu ngũ cốc, cũng có thể nhanh chóng khiến các nước lớn như Trung Quốc hay Ấn Độ phải làm như vậy. Lượng nước dang suy giảm tại các nước được nghiên cứu (gồm miền Bắc Trung Quốc, Hoa Kỳ và Ấn Độ) và tình trạng sử dụng quá mức sẽ ảnh hưởng tới sản lượng thu hoạch. Các nước khác cũng bị ảnh hưởng gồm Pakistan, Iran, và México. Việc sử dụng quá mức đã dẫn tới sự khan hiếm nước và sụt giảm năng suất. Thậm chí cả khi sử dụng nước ngầm, Trung Quốc vẫn đang thiếu hụt lương thực. Hậu quả này góp phần vào việc đẩy giá lương thực lên cao. Dự đoán 3 tỷ người trên toàn thế giới vào giữa thế kỷ này sẽ sinh ra tại những quốc gia đang ở trong tình trạng khan hiếm nước. Một giải pháp được đề xuất để giảm tăng trưởng dân số là đầu tư mạnh vào giáo dục và các dịch vụ kế hoạch hoá gia đình cho phụ nữ. Khử muối cũng được xem xét như một giải pháp có thể và hiệu quả cho vấn đề thiếu hụt nước.
Sau Trung Quốc và Ấn Độ, một loạt quốc gia nhỏ hơn cũng phải đối mặt với sự khan hiếm nước — Algérie, Ai Cập, Iran, México, và Pakistan. Bốn nước trong số này đã phải nhập khẩu một phần lớn nhu cầu lương thực. Chỉ Pakistan vẫn còn khả năng tự cung cấp. Nhưng với dân số tăng thêm 4 triệu người mỗi năm, nước này cũng sẽ nhanh chóng phải tính tới nhập khẩu lương thực từ thế giới.

### Đất đai
Viện các nguồn Tài nguyên Thế giới nói rằng "Việc biến đổi đất và đồng cỏ cho mục đích nông nghiệp đã ảnh hưởng tới 3.3 tỷ [hectares] — khoảng 26 phần trăm diện tích đất. Tổng cộng, nông nghiệp đã chiếm một phần ba diện tích rừng ôn hoà và rừng nhiệt đới và một phần tư diện tích đồng cỏ tự nhiên." Việc phát triển năng lượng cũng đòi hỏi những diện tích đất lớn; các đập thủy điện là một ví dụ. Đất có thể trồng trọt trở thành đất cằn sau quá trình muối hoá, phá rừng, sa mạc hoá, xói mòn, và đô thị hoá. Tình trạng nóng lên toàn cầu có thể gây lụt lội với hầu hết các vùng sản xuất nông nghiệp. Vì thế, đất có thể trồng trọt có thể trở thành một yếu tố giới hạn. Theo hầu hết các ước tính, ít nhất một nửa số đất đai có thể trồng cấy hiện đã được sử dụng, và có những lo ngại rằng số đất còn lại đã bị ước tính quá mức.
Các loài rau có sản lượng thu hoạch cao như khoai tây và rau diếp  ít phát triển những thành phần không sử dụng được, như thân, vỏ, dây leo và các loại lá không ăn được. Các loại giống mới được lựa chọn và các loại cây lai có nhiều phần sử dụng được (quả, lá, hạt) và ít phần phải bỏ đi; tuy nhiên, nhiều loại ngũ cốc của kỹ thuật nông nghiệp hiện đã trở thành lịch sử, và các kỹ thuật mới rất khó để đạt được. Với các kỹ thuật mới, có thể trồng trọt trên một số vùng đất khó trồng trọt ở dưới một số điều kiện. Về lý thuyết nuôi trồng thủy sản có thể gia tăng diện tích. Kỹ thuật trồng trong nước và thực phẩm từ vi khuẩn và nấm, như quorn, có thể cho phép gia tăng lương thực mà không cần các yếu tố diện tích đất, khí hậu, hay thậm chí ánh sáng mặt trời, dù một quá trình như vậy có thể rất tốn kém năng lượng. Một số người cho rằng không phải mọi vùng đất trồng cấy được đều sẽ tiếp tục như vậy nếu được sử dụng cho nông nghiệp bởi một số vùng đất bạc màu chỉ có thể thích hợp sản xuất lượng thực bởi những quy trình không bền vững như chặt và đốt. Thậm chí với những kỹ thuật nông nghiệp mới, tính bền vững của sản xuất vẫn bị nghi ngờ.
Một số quốc gia như Các tiểu Vương quốc Ả Rập Thống nhất và đặc biệt là tiểu Vương quốc Dubai đã xây dựng những hòn đảo nhân tạo lớn, hay đã tạo ra các hệ thống kiểu đê đập, như Hà Lan, lấy lại đất từ biển để tăng tổng diện tích đất đai của mình. Một số nhà khoa học nói rằng trong tương lai, các thành phố có mật độ dân số cao sẽ sử dụng canh tác chiều dọc để trồng cây lương thực bên trong những toà nhà chọc trời.
Không gian cho chính con người không phải là một vấn đề. Một số nhà tư tưởng bác bỏ sự quá tải dân số là một vấn đề đã lưu ý rằng tổng dân số thể giới có thể sống trên một vùng đất có diện tích như bang Texas. Các nguồn tài nguyên dường như đang cạn kiệt đầu tiên là đất trồng trọt, gỗ và nước sạch.

### Năng lượng
Những người lạc quan về vấn đề dân số cũng đã bỉ chỉ trích vì không tính được những thiếu hụt trong tương lai về nhiên liệu hoá thạch, hiện được dùng để làm phân bón và vận tải cho nền nông nghiệp hiện đại. (Xem Đỉnh Hubbert và Phát triển Năng lượng Tương lai.) Họ tính rằng sẽ có đủ nhiên liệu hoá thạch cho tới khi các kỹ thuật thay thế bền vững được phát triển, ví dụ hydro trong một nền kinh tế hydro.
Trong cuốn sách Trái Đất trong sự Cân bằng năm 1992 của mình, Al Gore đã viết, "... cần phải có thể thiết lập một chương trình phối hợp toàn cầu để hoàn thành mục tiêu chiến lược hạn chế hoàn toàn việc sử dụng động cơ đốt trong, ít nhất là, hai mươi năm năm nữa..." Xe hơi chạy điện như Tesla Roadster cho thấy dự đoán của Gore sẽ trở thành hiện thực. Trái Đất có đủ uranium để cung cấp cho toàn bộ nhu cầu điện của con người cho tới khi mặt trời tắt trong 5 tỷ năm nữa, nếu chúng ta phản triển những lò phản ứng tái sinh quy mô lớn.
Ngày càng có sự phát triển trong việc chế tạo năng lượng tái tạo, như năng lượng mặt trời, gió và năng lượng thủy triều. Nếu được áp dụng trên quy mô lớn, về lý thuyết chúng có thể đáp ứng hầu như, nếu không phải toàn bộ nhu cầu năng lượng hiện được cung cấp từ các nguồn tài nguyên không thể tái tạo. Đa số các hình thức năng lượng tái tạo dựa trên một nền kinh tế dựa trên dầu mỏ để sản xuất, ví dụ bạn không thể chế tạo tuốc bin gió nếu không bắt đầu bằng một máy chế tạo chạy bằng dầu mỏ, khiến cả quá trình bị tranh cãi. Một số trong những nguồn tài nguyên có thể tái tạo đó có ảnh hưởng sinh thái, mặc dù chúng có thể khác biệt hay nhỏ hơn so với một số nguồn năng lượng không thể tái tạo khác.

### Phân bón
Nông nghiệp hiện đại sử dụng một lượng lớn phân bón. Bởi đa số lượng phân bón này được sản xuất từ dầu mỏ, vấn đề đỉnh dầu mỏ thường được đặt ra. Theo những bài viết trên tờ Discover Magazine (năm 2003 và một bài năm 2006), có thể sử dụng quá trình thermal depolymerization để sản xuất phân bón mà không tạo ra rác, nước thải, và rác nông nghiệp.

### Giàu và Nghèo

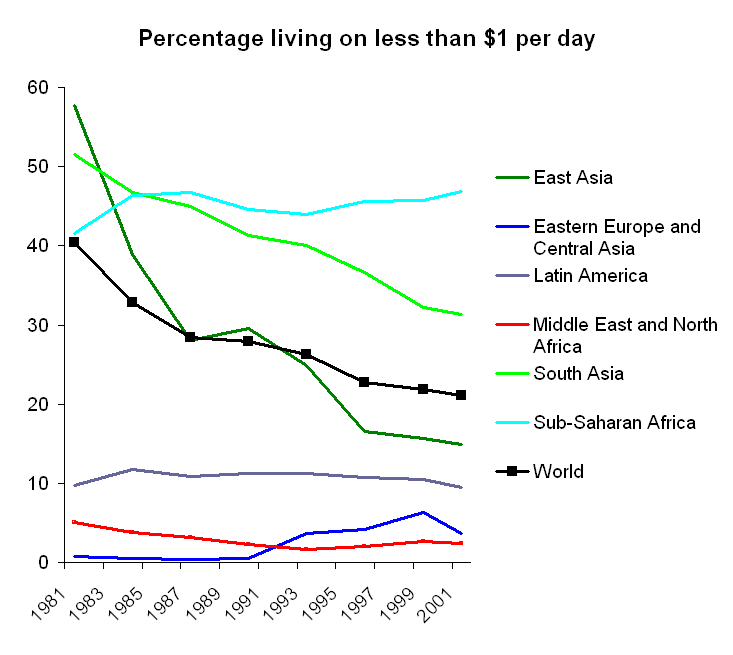
Phần trăm dân số thế giới sống với chưa tới $1 trên ngày (đã được tính bù lạm phát) đã giảm một nửa trong 20 năm. Biểu đồ thể hiện giai đoạn 1981-2001.

Liên hiệp quốc cho biết khoảng 850 triệu người bị suy dinh dưỡng hay đói, và 1.1 tỷ người không thể tiếp cận nước sạch. Một số người cho rằng Trái Đất có thể cung cấp đủ cho 6 tỷ người, nhưng chỉ trong trường hợp nhiều người sống trong nghèo khổ. Tỷ lệ phần trăm dân số thế giới sống với chưa tới $1 mỗi ngày đã giảm một nửa trong 20 năm, nhưng đó là những còn số chưa bù lạm phát và dường như không còn chính xác.
Báo cáo Phát triển Con người năm 1997 của Liên hiệp quốc viết: "Trong 15-20 năm qua, hơn 100 nước đang phát triển và nhiều nước Đông Âu đã gặp phải tình trạng giảm phát mạnh. Sự suy giảm tiêu chuẩn sống đã trở nên mạnh và kéo dài hơn điều từng thấy ở các quốc gia công nghiệp hoá trong cuộc đại giảm phát hồi thập niên 1930. Vì thế, thu nhập của hơn một tỷ người đã giảm sút dưới mức đã từng đạt được 10, 20 hay 30 năm trước". Tương tự, dù tỷ lệ người "đói" ở Châu Phi hạ Sahara đã giảm, con số tuyệt đối người đói đã tăng vì dân số tăng. Tỷ lệ phần trăm giảm từ 38% năm 1970 còn 33% năm 1996 và dự đoán sẽ còn 30% năm 2010. Nhưng dân số trong vùng đã tăng khoảng gấp đôi trong thời gian 1970 và 1996. Khiến số lượng người đói vẫn ổn định, dù tỷ lệ phần trăm có thể giảm hơn một nửa.
Những người phản đối kiểm soát sinh sản thỉnh thoảng cho rằng quá tải dân số không liên quan tới tình trạng đói nghèo cùng cực.

Biểu đồ bên cạnh thể hiện. 

Sự giàu có trên đầu người với tỷ suất sinh.

 Ở thời điểm năm 2004, có 108 quốc gia trên thế giới có dân số trên 5 triệu người. Không nước nào trong số đó, tính trung bình, phụ nữ có trung bình trên bốn đứa con trong suốt cuộc đời, có GDP trên đầu người lớn hơn $5000. Trái lại, toàn bộ chỉ trừ hai quốc gia có GDP trên đầu người lớn hơn $5,000, phụ nữ có, trung bình, 2 hay ít hơn con trong suốt cuộc đời. Israel và Ả Rập Xê Út là những trường hợp ngoại lệ, với GDP trên đầu người trong khoảng $15,000 và $25,000, và số lần sinh trung bình trong suốt đời người phụ nữ trong khoảng 2 tới 4.
Tuy nhiên, sự tương quan không ngụ ý nguyên nhân và hậu quả, bởi sự tương quan quá mạnh, có thể có một cơ cấu phản hồi đang hoạt động; đói nghèo gia tăng sinh đẻ, sinh đẻ nhiều làm tăng đói nghèo và cứ tiếp tục như vậy. Những vòng tròn như thế vốn rất khó bị phá vỡ.

## Môi trường
Quá tải dân số gây ảnh hưởng xấu liên tục tới môi trường Trái Đất ngay từ thế kỷ XX. Có một số hậu quả kinh tế của sự xuống cấp môi trường này ở hình thức suy mòn hoạt động hệ sinh thái. Vượt quá cả sự tác động có thể tính toán theo khoa học tới môi trường, một số người còn nêu ra quyền đạo đức của các giống loài khác được tồn tại chứ không phải bị tuyệt chủng. Tác gia về môi trường Jeremy Rifkin, nói "dân số đang trở nên trưởng giả của chúng ta và cách sống thành thị đã được tạo nên với chi phí lớn từ các hệ sinh thái và các môi trường sống.... Khi chúng ta tăng tốc quá trình đô thị hoá thế giới, chúng ta nhanh chóng đạt tới mức sử dụng nước kỷ lục: thì sự biến mất của đời sống hoang dã không phải là một tai nạn."
Peter Raven, cựu Chủ tịch Hiệp hội Phát triển Khoa học Mỹ (AAAS) trong cuộc hội thảo AAAS Atlas of Population & Environment Lưu trữ ngày 9 tháng 3 năm 2011 tại Wayback Machine, nói "Chúng ta đang ở đâu trong những nỗ lực để có một thế giới bền vững? Rõ ràng, nửa thế kỷ vừa rồi là một giai đoạn buồn đao, như một sự tổng hợp các hậu quả của dân số, sự sung túc (chi tiêu trên đầu người) và những lựa chọn công nghệ của chúng ta tiếp tục khai thác nhanh chóng các nguồn tại nguyên của thế giới ở mức không hề ổn định.... Trong một khoảng thời gian rất ngắn, chúng ta đã mất một phần tư lượng đất mặt và một phần năm đất nông nghiệp, thay đổi mạnh thành phần khí quyển, và phá huỷ một tỷ lệ lớn rừng cũng như các địa điểm sinh sống tự nhiên mà không thể thay thế. Tai hại nhất, chúng ta đã biến đổi cả tỷ lệ tuyệt chủng sinh học, mất đi vĩnh viễn các loài, gấp hàng trăm lần so với các mức độ trong lịch sử, và đang bị đe doạ với sự mất đi hầu hết giống loài ở cuối thế kỷ XXI."
Hơn nữa, thậm chí các quốc gia vừa có dân số tăng nhanh vừa gặp các vấn đề sinh thái lớn, cũng không phải rằng sự giải quyết vấn đề tăng dân số sẽ giúp chúng ta giải quyết toàn bộ vấn đề môi trường. Tuy nhiên, khi các quốc gia phát triển với dân số cao trở nên công nghiệp hoá hơn, ô nhiễm và tiêu thụ sẽ tiếp tục tăng.

## Thành phố
Năm 1800 chỉ 3% dân số thế giới sống trong các thành phố. Tới đầu thế kỷ XX, 47% dân số sống trong các thành phố. Năm 1950, có 83 thành phố có dân số vượt quá 1 triệu người; nhưng tới năm 2007, con số này đã tăng lên 468. Các nhà nghiên cứu cho biết, nếu khuynh hướng này tiếp tục, dân số thành thị của thế giới sẽ tăng gấp đôi sau mỗi 38 năm. Liên hiệp quốc dự báo dân số thành thị hiện nay là 3.2 tỷ người sẽ tăng lên gần 5 tỷ năm 2030, khi ấy ba trong số năm người dân sẽ sống trong các thành phố.
Mức tăng mạnh nhất là tại các nước và lục địa nghèo và kém đô thị hoá nhất, Châu Á và Châu Phi. Các dự báo cho thấy hầu hết sự gia tăng đô thị trong vòng 25 năm tới sẽ diễn ra tại các nước đang phát triển. Một tỷ người, một phần sáu dân số thế giới, hay một phần ba dân số đô thị, hiện sống trong các khu đô thị tồi tàn, vốn được coi là "mảnh đất màu mỡ" cho các vấn đề xã hội như tội phạm, nghiện ma tuý, nghiện rượu, nghèo đói và thất nghiệp. Ở nhiều nước nghèo, các khu nhà ổ chuột có tỷ lệ bệnh dịch cao vì các điều kiện vệ sinh kém, suy dinh dưỡng và thiếu dịch vụ chăm sóc y tế cơ sở.
Năm 2000, có 18 siêu thành phố – vùng thành phố như Tokyo, Seoul, México City, Mumbai (Bombay), São Paulo và New York City – có dân số vượt quá 10 triệu người. Đại Tokyo đã có 35 triệu người, đông dân hơn cả nước Canada.
Tới năm 2025, theo Thời báo Kinh tế Viễn Đông, chỉ riêng châu Á đã có ít nhất 10 thành phố với 20 triệu dân hay hơn, gồm Jakarta (24.9 triệu người), Dhaka (25 triệu), Karachi (26.5 triệu), Thượng Hải (27 triệu) và Mumbai (33 triệu). Lagos đã có số dân tăng từ 300,000 năm 1950 lên ước tính 15 triệu người hiện tại, và chính phủ Nigeria ước tính thành phố này sẽ mở rộng lên 25 triệu người năm 2015. Các chuyên gia Trung Quốc dự báo rằng các thành phố Trung Quốc sẽ có 800 triệu người năm 2020.
Dù mật độ dân số trong các thành phố có tăng (và sự xuất hiện của các siêu thành phố), UN Habitat đã nói trong các báo cáo của mình rằng đô thị hoá có thể là cách đối phó tốt nhất với sự gia tăng dân số toàn cầu. Các thành phố tập trung hoạt động của con người trong các diện tích giới hạn, hạn chế ảnh hưởng tới môi trường. Nhưng sự ảnh hưởng giới hạn này chỉ có thể có được nếu đô thị hoá có kế hoạch được cải thiện mạnh và các dịch vụ trong thành phố được duy trì tốt.

## Ảnh hưởng sinh thái theo vùng của Thế giới
Như được trình bày ở trang 18 báo cáo Living Planet của WWF, các vùng của thế giới có vấn đề sinh thái lớn nhất gồm và được xếp hạng như sau năm 2003:
1. Bắc Mỹ
2. châu Âu (các quốc gia Liên minh châu Âu)
3. Trung Đông và Trung Á
4. châu Á và các hòn đảo Thái Bình Dương
5. châu Phi
6. châu Âu (các quốc gia không thuộc Liên minh châu Âu)
7. Mỹ Latinh và Caribbean

## Những hậu quả của quá tải dân số
Một số vấn đề gắn liền hay trở nên trầm trọng hơn bởi sự quá tải dân số loài người:
- Thiếu nước sạch[116] cho nước uống cũng như xử lý nước thải và xả thải. Một số quốc gia, như Ả Rập Xê Út, dùng kỹ thuật khử muối đắt tiền để giải quyết vấn đề thiếu nước.[137][138]
- Suy giảm các nguồn tài nguyên thiên nhiên, đặc biệt là nhiên liệu hoá thạch[139]
- Tăng mức độ ô nhiễm không khí, ô nhiễm nước, ô nhiễm đất và ô nhiễm tiếng ồn. Khi một quốc gia đã công nghiệp hoá và trở nên giàu có, sự quản lý của chính phủ và cải tiến công nghệ sẽ giúp làm giảm ô nhiễm một cách bền vững, thậm chí khi dân số tiếp tục tăng.[140]
- Phá rừng và mất hệ sinh thái[141] giúp duy trì ôxi trong khí quyển và cân bằng carbon dioxide; khoảng tám triệu héc ta rừng bị mất mỗi năm.[142]
- Thay đổi thành phần khí quyển và hậu quả nóng lên toàn cầu[143][144]
- Mất đất canh tác không thể phục hồi và sa mạc hoá[145] Phá rừng và sa mạc hoá có thể bị ngăn chặn bởi việc chấp nhận các quyền sở hữu, và chính sách này đã thành công thậm chí khi dân số tiếp tục tăng.[146]
- Nhiều giống loài bị tuyệt chủng.[147] từ môi trường sống bị giảm bớt trong các khu rừng nhiệt đới vì các kỹ thuật phát quang và đốt thỉnh thoảng do những người dân du canh thực hiện, đặc biệt tại các quốc gia có dân số nông nghiệp tăng trưởng nhanh; tỷ lệ tuyệt chủng hiện tại có thể lên tới 140,000 giống loài mỗi năm.[148] Năm 2007, Sách Đỏ IUCN liệt kê tổng cộng 698 loài vật đã bị tuyệt chủng trong lịch sử loài người.[149]
- Tỷ lệ tử vong trẻ sơ sinh và trẻ em cao.[150] Tỷ lệ tử vong trẻ sơ sinh cao do nghèo đói. Các quốc gia giàu với mật độ dân số cao có tỷ lệ tử vong trẻ sơ sinh thấp.
- Tăng cơ hội phát sinh của bệnh dịch và dịch lớn[151] Vì nhiều lý do môi trường và xã hội, gồm cả các điều kiện sống quá đông đúc, suy dinh dưỡng và không có, không thể tiếp cận, hay tiếp cận không đầy đủ các dịch vụ chăm sóc y tế, người nghèo thường dễ mắc các bệnh truyền nhiễm.[152]
- Đói, suy dinh dưỡng[115] hay chế độ ăn không đầy đủ với sức khoẻ kém và các bệnh do thiếu ăn (ví dụ còi cọc). Tuy nhiên, các nước giàu với mật độ dân số cao không có nạn đói.[153]
- Đói nghèo cùng với lạm phát ở một số vùng và mức độ hình thành tư bản kém. Đói nghèo và lạm phát trở thành vấn đề lớn hơn bởi các chính sách kinh tế và quản lý kém của chính phủ. Nhiều quốc gia có mật độ dân số cao đã hạn chế được tình trạng nghèo đói tuyệt đối bằng cách giữ tỷ lệ lạm phát rất thấp.[154]
- Tuổi thọ thấp tại các nước có dân số tăng nhanh[155]
- Các điều kiện sống mất vệ sinh vì suy giảm nguồn nước, tình trạng xả nước thải[156] và chất thải rắn không qua xử lý. Tuy nhiên, vấn đề này có thể được giải quyết với các hệ thống thoát nước. Ví dụ, sau khi Karachi, Pakistan lắp đặt hệ thống nước thải, tỷ lệ tử vong trẻ em đã giảm mạnh.[157]
- Tỷ lệ tội phạm cao vì tăng các tổ chức buôn bán ma tuý và tội phạm bởi những người ăn cắp các nguồn tài nguyên để tồn tại[158]
- Xung đột về các nguồn tài nguyên đang cạn kiệt, dẫn tới gia tăng các nguy cơ chiến tranh[159]
- Lương thấp. Trong mô hình kinh tế cung và cầu, khi số lượng người lao động tăng (tăng cung) kết quả làm hạ lương bổng (giá giảm) khi nhiều người cùng cạnh tranh cho một công việc.

Một số nhà kinh tế, như Thomas Sowell và Walter E. Williams đã cho rằng tình trạng nghèo và đói của thế giới thứ ba được gây ra bởi chính sách kinh tế và quản lý chính phủ kém, chứ không phải quá tải dân số. Trong cuốn sách The Ultimate Resource của mình nhà kinh tế học Julian Simon cho rằng mật độ dân số cao dẫn tới sự chuyên môn hoá và cải tiến công nghệ cao hơn, và rằng điều này dẫn tới sự cải thiện tiêu chuẩn sống. Nhưng hầu hết các nhà xã hội học coi quá tải dân số là một vấn đề nghiêm trọng.

## Các biện pháp giảm nhẹ
Tuy các khuynh hướng hiện nay của thế giới không cho thấy bất kỳ một giải pháp thực tế nào cho sự quá tải dân số của loài người trong thế kỷ XXI, có nhiều biện pháp giảm nhẹ đã được hay có thể được áp dụng để giảm tác hại của sự quá tải dân số.

### Kiểm soát sinh sản
Quá tải dân số liên quan tới vấn đề kiểm soát sinh sản; một số quốc gia, như Cộng hoà Nhân dân Trung Hoa, sử dụng các biện pháp mạnh để giảm tỷ lệ sinh. Sự phản đối tôn giáo và ý thức hệ với việc kiểm soát sinh sản đã được đưa ra như một yếu tố dẫn đến sự quá tải dân số và đói nghèo. Một số nhà lãnh đạo và nhà môi trường (như Ted Turner) đã cho rằng Liên hiệp quốc cần thiết phải áp dụng nghiêm ngặt một biện pháp hạn chế sinh sản như kiểu Trung Quốc trên toàn cầu, bởi nó giúp kiểm soát và giảm dần dân số như bằng chứng từ sự thành công trong phát triển kinh tế và giảm đói nghèo của Trung Quốc trong những năm gần đây. Bởi một chính sách như vậy sẽ được áp dụng đồng nhất và như nhau trên toàn cầu và do một tổ chức có danh tiếng của thế giới (Liên hiệp quốc) tiến hành, nó sẽ ít gặp phải sự chống đối chính trị và xã hội từ các quốc gia riêng lẻ.
Indira Gandhi, cựu Thủ tướng Ấn Độ, đã áp dụng một chương trình triệt sản bắt buộc hồi thập niên 1970. Chính thức, đàn ông có từ hai con trở lên đều phải triệt sản, nhưng nhiều chàng trai trẻ chưa lập gia đình, các đối thủ chính trị và những người cố tình bất tuân bị cho là đã bị triệt sản. Chương trình này vẫn còn được nhớ và chỉ trích ở Ấn Độ, và bị lên án vì đã tạo ra một thái độ phản đối với việc kế hoạch hoá gia đình, gây ảnh hưởng tới các chương trình của chính phủ trong nhiều thập kỷ.
Nhà thiết kế đô thị Michael E. Arth đã đề xuất một "chương trình sinh sản có giấy phép dựa trên sự lựa chọn, có thể trao đổi" mà ông gọi là "giấy phép sinh sản." Giấy phép sinh sản sẽ cho phép bất kỳ phụ nữ nào có bất kỳ số con nào cô ta muốn, khi cô ta có thể mua được giấy phép sinh đẻ từ người khác điều này sẽ dẫn tới tăng trưởng dân số O (ZPG). Ví dụ, nếu giấy phép sinh đẻ là cho một đứa trẻ, thì đứa trẻ đầu tiên sẽ là tự do, và thị trường sẽ quyết định chi phí giấy phép cho mỗi đứa trẻ khác mà người phụ nữ muốn có. Các giấy phép sinh đẻ thêm sẽ hết hạn sau một thời gian nào đó, vì thế giấy phép không thể bị tích trữ. Một ưu thế khác của ý tưởng này là người giàu có không thể mua chúng bởi họ đã giới hạn kích thước gia đình của mình theo lựa chọn, như con số trung bình 1.1 trẻ em trên mỗi phụ nữ châu Âu. Chi phí thực của giấy phép chỉ là một phần của chi phí sinh và nuôi dưỡng một đứa trẻ, nhờ vậy các giấy phép sẽ trở thành một tiếng chuông cảnh tỉnh những người phụ nữ muốn đẻ nhiều con mà không xem xét kỹ những trách nhiệm tương lai của họ và xã hội

### Giáo dục và Cho phép hành động
Một cách là tập trung vào giáo dục về quá tải dân số, kế hoạch hoá gia đình, và các biện pháp kiểm soát sinh sản, và chế tạo các dụng cụ kiểm soát sinh sản như bao cao su cho nam/nữ và thuốc tránh thai dễ tiếp cận. Ước tính 350 triệu phụ nữ ở các nước nghèo nhất thế giới hoặc không muốn có đứa con cuối cùng, hoặc không muốn đẻ thêm hoặc muốn cách quãng những lần mang thai, nhưng họ thiếu tiếp cận thông tin, các biện pháp và dịch vụ để quyết định kích cỡ gia đình cũng như khoảng thời gian giữa những lần mang thai. Ở thế giới đang phát triển, khoảng 514,000 phụ nữ chết hàng năm vì các biến chứng từ thai nghén và phá thai. Ngoài ra, 8 triệu trẻ sơ sinh chết, có thể vì suy dinh dưỡng hay các căn bệnh có thể phòng tránh, đặc biệt do không thể tiếp cận nguồn nước sạch. Tại Hoa Kỳ, năm 2001, hầu như một nửa số ca có thai đều là có chủ định.
Ai Cập đã thông báo một chương trình giảm sự quá tải dân số của mình bằng giáo dục kế hoạch hoá gia đình và đưa phụ nữ vào lực lượng lao động. Vào tháng 6 năm 2008 Bộ trưởng Y tế và Dân số nước này Hatem el-Gabali đã thông báo. Chính phủ đã chi 480 triệu pound Ai Cập (khoảng 90 triệu dollar Mỹ) cho chương trình.

### Định cư ngoài Trái Đất
Trong thập niên 1970, Gerard O'Neill đã đề xuất xây những nơi sinh sống ngoài vũ trụ có thể đáp ứng gấp 30,000 lần khả năng của Trái Đất chỉ bằng cách sử dụng vành đai tiểu hành tinh và rằng cả hệ mặt trời có khả năng đáp ứng cho sự gia tăng dân số như hiện tại trong hàng nghìn năm nữa. Marshall Savage (1992, 1994) đã dự đoán tới năm 3000 một dân số loài người tới 5 luỹ thừa 30 trong cả hệ mặt trời, đa số sống trong vành đai tiểu hành tinh. Arthur C. Clarke, một người ủng hộ Savage nhiệt thành, đã cho rằng tới năm 2057 sẽ có người ở trên Mặt Trăng, Sao Hoả, Europa, Ganymede, Titan và trong quỹ đạo quanh Sao Kim, Sao Hải Vương và Diêm Vương. Freeman Dyson (1999) coi vành đai Kuiper là một ngôi nhà trong tương lai của nhân loại, cho rằng điều này sẽ xảy ra trong vài thế kỷ nữa. Trong cuốn Mining the Sky, John S. Lewis cho rằng các nguồn tài nguyên trong hệ mặt trời đủ cung cấp cho 10 mũ 16 (10^16) người.
K. Eric Drexler, nhà sáng chế nổi tiếng về những ý tưởng tương lai về công nghệ nano phân tử, đã đưa ra trong Engines of Creation rằng việc thực dân hoá vũ trụ sẽ có nghĩa là sự phá vỡ các giới hạn Malthusia với sự phát triển của loài người.
Nhiều tác gia (ví dụ Carl Sagan, Arthur C. Clarke, Isaac Asimov) đã cho rằng việc đưa số người thừa vào vũ trụ không phải là giải pháp cho sự quá tải dân số, và rằng "cuộc chiến dân số phải diễn ra hay chiến thắng ở đây trên Trái Đất". (Clarke, 1999) Vấn đề với những tác gia đó không là sự thiếu hụt nguồn tài nguyên trong vũ trụ (như đã được thể hiện trong các cuốn sách như Khai thác bầu trời), mà là sự không thực tế của việc đưa số lượng lớn người lên vũ trụ để "giải quyết" sự quá tải dân số trên Trái Đất. Tuy nhiên, các tính toán của Gerard O'Neill cho thấy Trái Đất có thể thoát được số dân tăng thêm với một ngành công nghiệp vũ trụ ở mức ngành công nghiệp hàng không hiện nay.O'Neill, Gerard K. (1981). 2081: A Hopeful View of the Human Future. Simon and Schuster. ISBN 0-671-44751-3..

### Những cách tiếp cận khác và hậu quả
Nhiều nhà triết học, gồm cả Thomas Malthus, đã nhiều lần nói rằng khi con người không kiểm soát tăng trưởng dân số, thiên nhiên sẽ thực hiện điều đó. Nhưng việc này sẽ không phải là cái chết của con người thông qua các thảm hoạ; thay vào đó nó có thể là sự ảnh hưởng trên khả năng sinh sản. Các nhà khoa học người Đức đã báo cáo rằng một virus được gọi là Virus liên kết Adeno có thể đóng vai trò trong sự suy giảm khả năng sinh sản nam, nhưng lại không gây hại đến con người. Vì thế, nếu virus này hay các virus tương tự biến đổi, chúng có thể gây sự giảm khả năng sinh sản trên diện rộng, gây ra bệnh dịch virus trên diện rộng và tạo thành một cách kiểm soát dân số tự nhiên theo thời gian.